# Torre degli Zuccaro
La torre degli Zuccaro è una costruzione medioevale che si innalza in Via Tazzoli 10 a Mantova nelle immediate adiacenze della Cittadella Ducale dei Gonzaga e della storicamente principale piazza della città, piazza Sordello. Dalla popolazione locale è conosciuta dialettalmente come "Tor dal Sücar", torre dello zucchero, consuetudine probabilmente originatasi dalla deformazione linguistica del nome della famiglia che ne fu proprietaria nel Cinquecento. Altresì lo storico mantovano Davari ritenne che il nome derivasse dall'utilizzo della torre, fino al 1769, come magazzino del sale, minerale che nel dialetto locale veniva denominato sücar brüsc, zucchero di sapore aspro.

## Storia
La torre fu edificata nel 1143. Appartenne alla famiglia dei Da Ripalta divenendo poi proprietà di Pinamonte Bonacolsi,e successivamente del  nipote Rinaldo e nel 1314 di un altro Bonacolsi, Filippino detto Ravazolo. Con il colpo di Stato del 1328 i Gonzaga subentrarono nel governo della città di Mantova e acquisirono il patrimonio e tutti i beni bonacolsiani, tra questi la torre che avrebbe preso l'attuale nome dalla nobile famiglia mantovana degli Zuccaro che ne divennero proprietari tra il Quattrocento e il Cinquecento.

La torre subì gravi danni nel 1540 a causa di un fulmine che mozzò la sommità distruggendo i quattro finestroni che davano luce all'edificio. Dopo un primo restauro del 1553 la copertura fu rifatta nel 1717.